# 小杉隆
小杉 隆（こすぎ たかし、1935年〈昭和10年〉9月25日 - ）は、日本の政治家。衆議院議員（8期）、文部大臣（第2次橋本内閣）、東京都議会議員（4期）を務めた。

## 来歴・人物
東京都目黒区八雲出身。1959年、東京大学教育学部を卒業し、ラジオ東京（現・TBSホールディングス）に入社。1965年、29歳の最年少で東京都議会議員に当選。1977年、新自由クラブに入党。都議時代には美濃部亮吉都政の追及で名をはせる。その追及ぶりには美濃部も一目置いていたという。
1979年9月に都議を任期途中で辞職し、同年の第35回衆議院議員総選挙で旧東京3区から新自由クラブ公認で立候補するも次点となるも、翌1980年の第36回衆議院議員総選挙で再び旧東京3区から立候補し初当選（当選同期に古賀誠・太田誠一・川崎二郎・久間章生・平沼赳夫・高村正彦・柿澤弘治など）。新自由クラブでは国会対策委員長を務めた。1986年、新自由クラブの解党により自民党へ移る。1996年、第2次橋本内閣で文部大臣に就任。2000年、第42回衆議院議員総選挙で落選。その後、帝京大学経済学部教授に就任。
2003年、第43回衆議院議員総選挙で比例復活当選。2005年、第44回衆議院議員総選挙で小選挙区で当選。2008年1月16日、第45回衆議院議員総選挙に出馬しない意向を表明。2009年7月21日、衆議院解散に伴い政界から引退した。引退表明の際、「妻の自己破産とは無関係」と説明した。
環境問題に詳しく、地球環境国際議員連盟の創設メンバーだった。また、トライアスロンを完走するアスリートであり、自転車活用推進議員連盟に所属し、2000年の落選中に任意団体の自転車活用推進研究会の委員長となった。

## 不祥事
妻の小杉敬子が後援会会員に対して借金をしていた金銭問題が報じられた後、政界を引退した。2010年に妻と私設秘書は詐欺容疑で逮捕・起訴された。妻は2006年に東京地裁に自己破産を申請、負債は約14億円に上っていた。
2012年2月までに「2004年10月から2006年7月にかけて支援者ら3人に対して架空の投資話を持ち掛けて約1億8100万円をだまし取った」として妻に懲役6年の実刑が、約1億1000万円について共犯に問われた私設秘書に懲役4年6カ月の実刑がそれぞれ確定した。

娘婿の文部科学省科学技術・学術政策局局長・佐野太が文部科学省大臣官房長在任中同省の私立大学支援事業の対象に選定するよう東京医科大学に便宜を図り、見返りに自分の息子を同校に不正入学させていたことが2018年7月に発覚し、逮捕された。

## 著書
- 『東京は私たちのもの』創世記、1979年
- 『21世紀へ駆ける - 人間研究小杉隆』21世紀都市研究会、1981年
- 『ゴミ箱の中の地球　地球環境レポート』論創社、1989年
- 『失われた「心の教育」を求めて - 21世紀に贈る教育改革』ダイヤモンド社、1997年 ISBN 4478970297
- 『駆け抜けた日々 : 齢八十八、わが生きざまを記す。』吉橋泰男、2023年10月 ISBN 9798863264257

### 訳著
- アル・ゴア『地球の掟 - 文明と環境のバランスを求めて』ダイヤモンド社、1992年 ISBN 4478870268
- アル・ゴア『地球の掟 新装版 - 文明と環境のバランスを求めて』ダイヤモンド社、2007年 ISBN 4478003688